# Victor Ponta
Victor-Viorel Ponta (n. 20 de setembre de 1972) és un polític romanès, Primer Ministre de Romania entre 2012 i 2015. També va ser president del Partit Socialdemocrata i diputat de Romania per Gorj des del 2004.

## Biografia
El febrer de 2010, Victor Ponta es va presentar a la presidència del Partit Socialdemocrata, amb un missatge de renovació, dinamització i redescobriment de la identitat socialdemòcrata del partit i va ser elegit nou líder del partit. Ponta va alinear el PSD amb l'Aliança de Centre-Dreta (ACD), composta pel Partit Nacional Liberal (PNL) i el Partit Conservador (PC), a partir de la reunió dels tres partits que va donar lloc a la Unió Social-Liberal (USL).

### Primer ministre
Després de les eleccions legislatives romaneses de 2012 Ponta va formar govern en coalició de Partit Socialdemòcrata (PSD), Partit Nacional Liberal (PNL), Partit Conservador (PC) i Partit per la Pàtria, Militar i Policial (UNPR). Les tensions entre Ponta i el líder del PNL Crin Antonescu van créixer fins que el 25 de febrer el PNL va decidir per aclaparadora majoria abandonar la coalició governant i l'endemà tots els ministres de la PNL van dimitir, i es van incorporar al govern el Partit Liberal Reformista i la Unió Democràtica dels Hongaresos de Romania (UDMR). L'UDMR va abandonar el govern el desembre de 2014, poc després de la victòria contundent de Klaus Iohannis com a president de Romania.
Abans d'arribar a primer ministre fou cusat de falsificació, evasió d'impostos i complicitat en blanqueig de diners i durant el seu mandat tant Iohannis com l'oposició havien demanat diverses vegades la seva dimissió, fins que la va fer efectiva el 4 de novembre de 2015 per l'incendi d'una discoteca a Bucarest en el qual van morir 32 persones.